# Pompierre
Pompierre é uma comuna francesa na região administrativa do Grande Leste, no departamento de Vosges. Estende-se por uma área de 12.42 km². Em 2010 a comuna tinha 212 habitantes (densidade: 17,1 hab./km²).